# 中华人民共和国粮食部
糧食部是中華人民共和國國務院下属的一個部門。最早在1952年，將原來貿易部底下的糧食公司和財政部底下的糧食總局合併成立中央人民政府糧食部，主要管理當時全國糧食流通採買的事務。1954年，改屬國務院管理。1970年，與原有的商业部、中华全国供销合作总社和中央工商行政管理局合并为商业部。1979年，再度設立。1982年3月8日，再度併入商業部。

## 历任部长
1. 章乃器
2. 陈国栋
3. 沙千里
4. 陈国栋
5. 赵辛初